# Щедрин, Александр Аполлонович
Алекса́ндр Аполло́нович Щедри́н (1832—1892) — русский архитектор, академик Императорской Академии художеств.

## Биография
Родился в 1832 году в семье профессора по кафедре теории строительного искусства в Академии художеств, Аполлона Федосеевича Щедрина.
Среднее общее образование получил в Ларинской гимназии, которую окончил в 1850 году. Архитектурное искусство изучал у профессора Академии художеств А. П. Брюллова. В 1852 году был удостоен Академией за проект деревянной кирхи малой серебряной медали. В следующем году он представил на конкурс проект загородного дома, за который ему была присуждена большая серебряная медаль. Продолжая работать в том же направлении, Щедрин спустя два года представил проект великокняжеского загородного дворца. Этот проект так же, как и предыдущие, удостоился внимания совета Академии — малой золотой медали.
В 1858 году он получил Большую золотую медаль и звание классного художника за конкурсную программу — проект римско-католического собора на 2000 человек, с училищем и сиротским домом. Эта награда давала право поехать на казённый счёт для продолжения своего образования за границу, то есть стать пенсионером Академии художеств. Щедрин воспользовался этим правом и в течение шести лет изучал за рубежом, преимущественно в Италии, памятники древнегреческой и римской архитектуры. Снимая, по возможности, со всех более или менее интересных зданий снимки, впоследствии он составил из них два альбома путевых заметок, рисунков и реставраций, которые, по возвращении в Петербург, вместе с другими проектами, представил на годичную выставку в Академию художеств, как отчёт о своей заграничной поездке.
Во время посещений западноевропейских городов Щедрин не ограничивался изучением одних только античных памятников, но внимательно знакомился с усовершенствованиями и конструкцией новых общественных зданий, поэтому вместе с вышеназванными двумя альбомами он представил на академическую выставку ещё три архитектурных проекта:
- музей изящных искусств для провинциального города,
- дом для бесприютных женщин,
- здание для университета.

Все три проекта были признаны советом Академии художеств как весьма серьёзные и интересные работы, и Щедрину 12 сентября 1865 года было присвоено звание академика архитектуры. В это же время Щедрин представил свой проект университета императору Александру II и был за него удостоен Высочайшей благодарности; после чего зачислен в Министерство внутренних дел для работы в Техническом строительном комитете.
В дальнейшем он сосредоточился на работе в обществах поземельного и взаимного кредита, где более тридцати пяти лет, до конца своей жизни, занимал должность архитектора и таксатора. Построил в Санкт-Петербурге ряд доходных домов.
Жил с 1880-х годов на Спасской улице (д. 24, кв. 3).
Скончался в Санкт-Петербурге 8 (20) марта 1892 года. Похоронен на Смоленском православном кладбище.

## Проекты и постройки

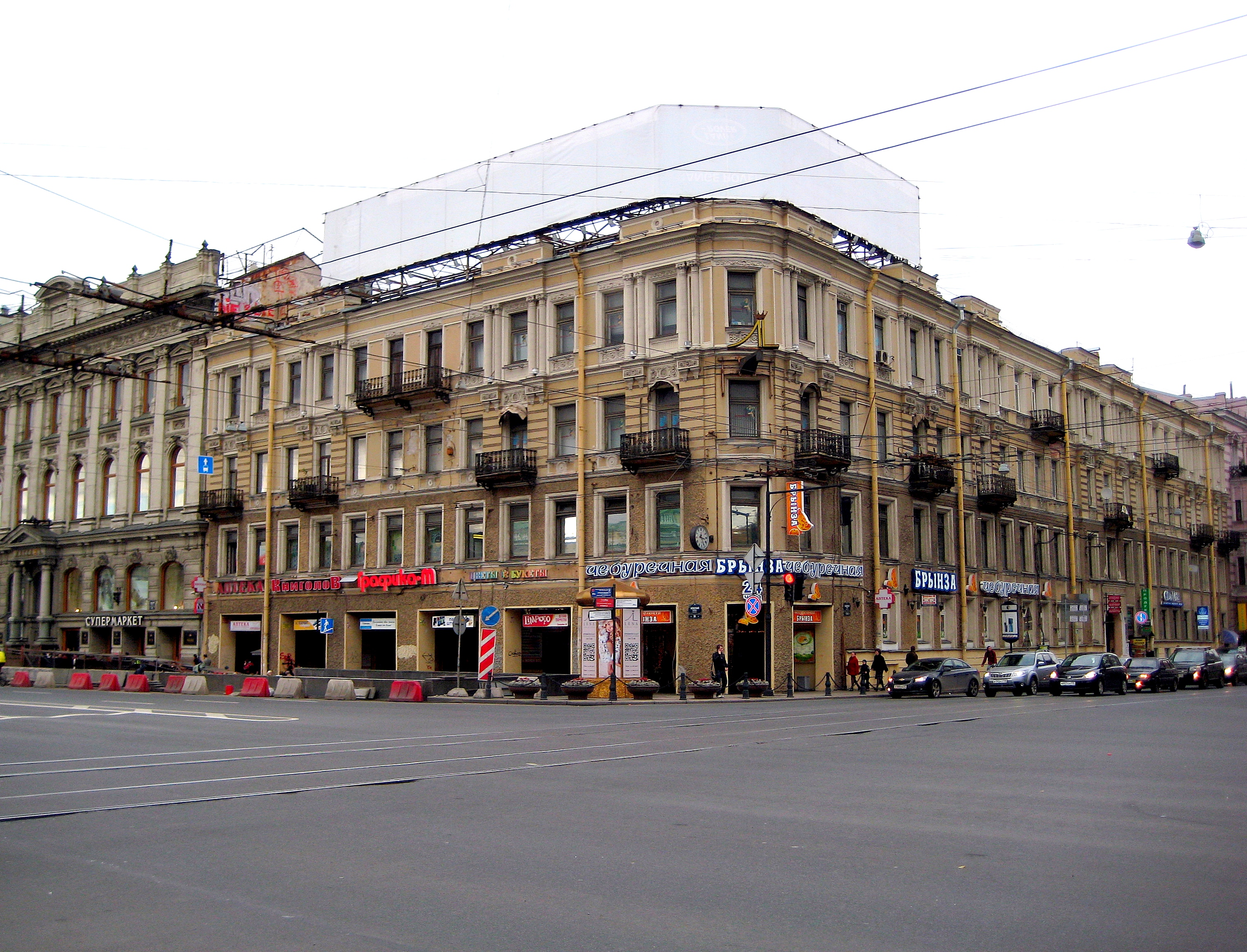
Дом А. П. Кусовой.
Садовая ул., 15 — Невский пр., 50 (1876)

- Доходный дом. 1-я Красноармейская улица, 24 — Советский переулок, 2 (1859);
- Доходный дом. Садовая улица, 13 (1874—1875);
- Дом А. П. Кусовой (перестройка). Садовая улица, 15 — Невский проспект, 50 (1876);
- Доходный дом. Английский проспект, 12 (1880—1881);
- Доходный дом. Стрельнинская улица, 4 (1882);
- Доходный дом. Коломенская улица, 11 (1882).
- Деревянный дом (ремонт, надстройка). Абросимова улица, 22 (1883, не сохранился)[6].